# زبان‌های آمریکای میانه

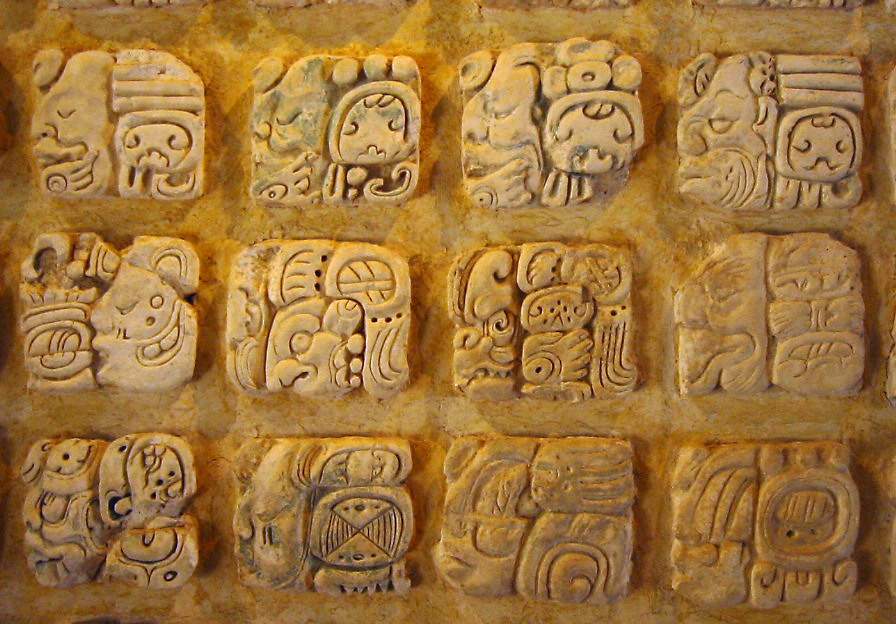
کتیبه‌های مایایی در پالنکه، مکزیک. نمونه ای از متن به زبان آمریکای میانه

زبان‌های آمریکای میانه به زبان‌های بومی منطقه فرهنگی آمریکای میانه گفته می‌شود که جنوب مکزیک، تمام گواتمالا و بلیز و مناطقی از هندوراس و السالوادور و نیکاراگوئه را در بر می‌گیرد. این منطقه با تنوع زبانی گسترده‌ای حاوی چند صد زبان مختلف و هفت خانواده اصلی زبانی است. آمریکای میانه همچنین منطقه‌ای با واپخشی زبانی بالا است و تعامل طولانی مدت بین سخنرانان زبان‌های مختلف طی چندین هزار سال منجر به همگرایی برخی از صفات زبانی در خانواده‌های مختلف زبانی شده‌است. ناحیه همگرایی زبانی آمریکای میانه معمولاً به عنوان منطقه زبانی آمریکای میانه شناخته می‌شود.
زبان‌های آمریکای میانه از جمله اولین زبان‌های دارای سنت‌های مستقل نوشتن هستند. قدیمی‌ترین متون این زبان‌ها مربوط به تقریباً ۱۰۰۰ سال پیش از میلاد مسیح (یعنی اولمک و زاپوتک) هستند، اگرچه بیشتر متون بومی (مانند متون مایایی) مربوط به ۶۰۰ تا ۹۰۰ م. هستند. در پی ورود اسپانیایی‌ها در قرن شانزدهم و ادامه آن تا قرن نوزدهم، بیشتر زبان‌های آمریکای میانه با خط لاتین نوشته می‌شوند.

## نقشه پراکندگی کنونی

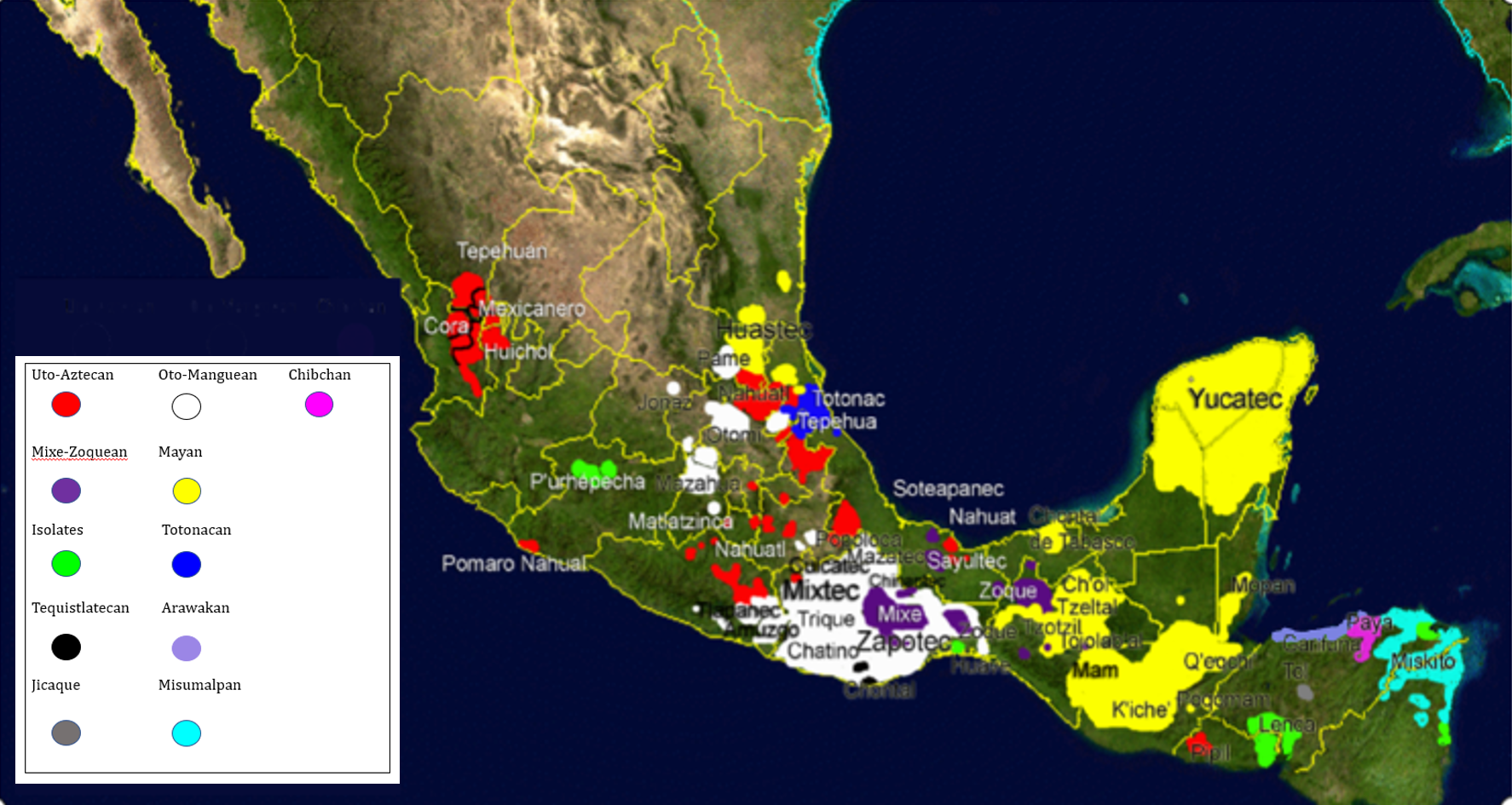
پراکندگی جغرافیایی زبان‌های آمریکای میانه

## زبان‌ها
زبان‌های آمریکای میانه به ۶ خانواده بزرگ مایایی، اتو-مانگویین، میکسه-زوکیایی، توتوناکی، یوتو-آزتک و چیبچی و همچنین چند خانواده کوچک‌تر و زبان منزوی همانند پورپچا، هواوه، تکیستلاتک و میسومالپی تقسیم می‌شوند. در میان این خانواده‌ها، اتو-مانگویین و مایایی هر کدام با بیش از یک میلیون نفر سخنگو، دارای بیشترین تعداد سخنگویان هستند. بسیاری از زبان‌های آمریکای میانه امروز در معرض انقراض یا منقرض‌شده هستند، اما برخی دیگر، از جمله مایایی، ناهواتل، میکستک و زاپوتک، دارای چند صد هزار سخنگو هستند و زنده می‌مانند.